# Onychogomphus supinus
Onychogomphus supinus é uma espécie de libelinha da família Gomphidae.
Pode ser encontrada nos seguintes países: Quénia, Moçambique, África do Sul, Tanzânia, Zâmbia, Zimbabwe, possivelmente Camarões, possivelmente Malawi, possivelmente Serra Leoa e possivelmente em Uganda.
Os seus habitats naturais são: florestas subtropicais ou tropicais húmidas de baixa altitude, matagal árido tropical ou subtropical, matagal húmido tropical ou subtropical e rios.